# Сільві Дегль
Сільві Дегль (фр. Sylvie Daigle) — канадська ковзанярка, що спеціалізувалася в шорт-треку, олімпійська чемпіонка та медалістка, п'ятиразова чемпіонка світу в багатоборстві.
Золоту олімпійську медаль та звання олімпійського чемпіона Дегль виборола на Альбервільській олімпіаді 1992 року в складі канадської естафетної команди в естафеті 3000 метрів. На наступній Олімпіаді в Ліллегаммері канадська команда фінішувала другою, що принесло Дегль срібну олімпійську медаль.
Дегль почала змагатися з 1979 року, виступаючи як на довгій, так і на короткій доріжці. На чемпіонаті світу з шорт-треку 1983 року вона виграла все, що можна було, але естафета тоді була неофіційно, тож Сільві отримала 5 золотих медалей, а не 6. Травма коліна змусила її з 1987 року зосередитися на шорт-треку, який був показовим спортом на Олімпіаді 1988 року в Калгарі. Там Дегль виграла золоту, дві срібні й дві бронзові медалі, але ці здобутки офіційно не реєструються. 
Дегль 5 разів вигравала чемпіонат світу в багатоборстві, що є канадським рекордом. Після Ліллегаммерської олімпіади вона завершила кар'єру заради завершення навчання — вчилася на медика в Монреальському університеті. Дегль отримала багато канадських нагород, була визнана найкращою спортсменкою Канади 1990 року, запроваджена до зали олімпійської слави в Канаді.

## Зовнішні посилання
- Досьє на sports-reference.com

## Виноски
1. ↑  Albertville 1992 Official Report (PDF). Le Comite d'Organisation des Jeux Olympiques Albertville. LA84 Foundation. 1992. Процитовано 16 січня 2014. [Архівовано 2008-02-26 у Wayback Machine.]
2. ↑  Lillehammer 1994 Official Report - Volume 3 (PDF). Lillehammer Olympic Organizing Committee. LA84 Foundation. 1994. Процитовано 16 січня 2014.